# ニュー・シャトークァ
『ニュー・シャトークァ』（New Chautauqua）は、1979年にECMレコードから発表した、パット・メセニーのアルバム。
メセニーのみによる演奏制作で、オーバーダビングにより複数のギターを重ねて収録された。

## トラック・リスト
| 全作曲: パット・メセニー。 |                                                                                  |       |                  |       |
| #                          | タイトル                                                                         | 作詞  | 作曲・編曲       | 時間  |
| 1.                         | 「ニュー・シャトークァ - "New Chautauqua"」                                      |       | パット・メセニー | 5:17  |
| 2.                         | 「カントリー・ポエム - "Country Poem"」                                          |       | パット・メセニー | 2:31  |
| 3.                         | 「ロング・アゴー・チャイルド/フォールン・スター - "Long Ago Child/Fallen Star"」 |       | パット・メセニー | 10:17 |
| 4.                         | 「寂しい一軒家 - "Hermitage"」                                                   |       | パット・メセニー | 5:37  |
| 5.                         | 「メキシコの夢 - "Sueño con Mexico"」                                            |       | パット・メセニー | 5:59  |
| 6.                         | 「デイブレイク - "Daybreak"」                                                    |       | パット・メセニー | 8:40  |
| 合計時間:                  | 合計時間:                                                                        | 41:48 |                  |       |

## パーソネル
- パット・メセニー - エレクトリック6弦 & 12弦ギター、アコースティック、15弦ハープ・ギター、エレクトリック・ベース

## チャート
アルバム - ビルボード
| 年   | チャート名  | 順位 |
| ---- | ----------- | ---- |
| 1979 | Jazz Albums | 3    |
| 1979 | Pop Albums  | 44   |